# I'd Do Anything
«I'd Do Anything» —en español: «Haría lo que fuera»— es el segundo sencillo del álbum No Pads, No Helmets... Just Balls de la banda canadiense de pop punk Simple Plan. La canción trata básicamente sobre el rompimiento de alguien con su pareja y las grandes ansias de querer volver a ella/él.
El video musical de la canción incluye una participación especial del bajista de la banda blink 182, Mark Hoppus. Incluso, él también participa en los coros de la canción y en un segmento de solo.

## Lista de canciones
1. «I'd Do Anything»
2. «I'm Just a Kid» (Versión de álbum)
3. «Perfect» (Versión acústica)
4. «God Must Hate Me»
5. «I'm just a kid»

## Vídeo musical
El vídeo musical fue dirigido por Smith N' Borin.

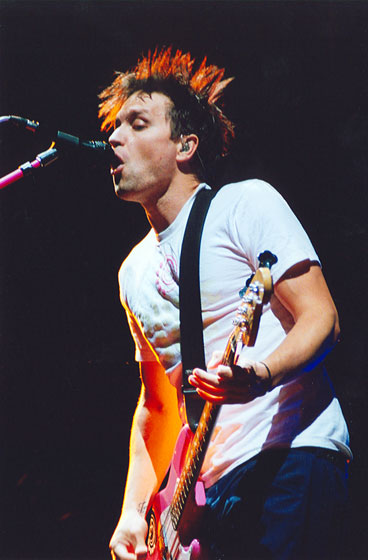
Mark Hoppus, vocalista y bajista de Blink 182, canta el puente y parte del último coro de la canción.

A pesar de considerarse sencillo, logró posicionarse en varios puestos favorables de conteos en el mundo. Éste comienza en un callejón cerrado en el que se encuentran varias personas de apariencia punk los cuales desean ingresar a un edificio aparentemente abandonado en donde se está presentando la banda; sin embargo, el guardia de seguridad les exige alguna muestra de "fanatismo" para poder entrar. Una vez que se muestra la banda dentro, esta actúa con movimientos, en algunas ocasiones de baile para agradar al público. El video también cuenta con la participación del bajista de la banda Blink 182, Mark Hoppus, el cual aparece cortejando a Pierre Bouvier, vocalista de Simple Plan.
También, en cierta parte del video se puede apreciar un muchacho con una chaqueta de Blink 182.

## Posicionamientos
El video logró posicionarse en el #51 del Billboard 100 de Estados Unidos. 
En Canadá alcanzó el #11 como posición máxima. Cabe destacar que la canción ha sido una de las más reconocidas de la banda.
| Listas (2002)           | Mejor posición |
| ----------------------- | -------------- |
| Australia Singles Chart | 92             |
| Canada Singles Chart    | 3              |
| UK Singles Chart        | 78             |
| U.S. Billboard Hot 100  | 51             |
| U.S. Pop Songs          | 16             |
| U.S. Radio Songs        | 56             |